# نسخه خطی

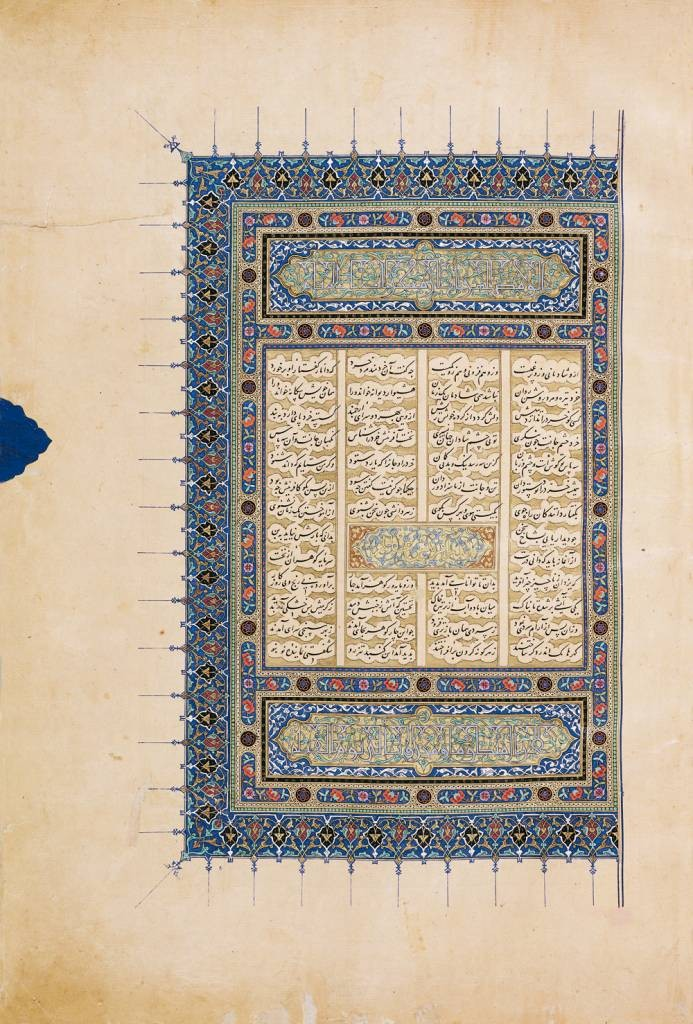
صفحه‌ای از شاهنامه بایسنقری (۸۰۹ خورشیدی)

دَست‌نِوِشته یا دست‌نویس یا نُسخه خَطی به کتاب‌ها و نوشته‌هایی می‌گویند که به‌وسیله گونه‌ای قلم و با دست نوشته شده باشد.
اُستاد خطوط قدیمی، جان مِلونِ فرانسوی بر این باور است که: «این نگاه تک‌بُعدی که «نسخه‌های خطّی، صرفاً حاوی اطلاعاتی برای مطالعه است» موجب وقوع بحران در این عرصه شده‌است.» از این رو هیچ‌کس از اینکه ما باید تا این دوران منتظر می‌ماندیم تا دریابیم که نسخه‌های خطّی یا کتابهای چاپی تنها ابزاری برای انتقال اندیشه نیست بلکه حاوی شواهد و قرائنی مادّی در مورد دورانِ پیدایش آن است، شگفت‌زده نمی‌شود.
دست‌نویسی در خاورزمین و به ویژه ایران پیشینه‌ای بسیار کهن دارد. در روزگاران کهن فرمانروایان معمولاً در دربار خود دیوان نگارش (دبیرخانه) برپا می‌کردند تا نگارنده‌ها در آن به نوشتن دستنوشته‌ها یا رونویسی آن‌ها بپردازند. پدیدآوردن رونویسهای نفیس‌تر از روی دست‌نویس‌های پیشین یکی از فعالیت‌های دلخواه درباریان پیشین یوده است.
مفهوم دست‌نوشته را در بیشتر زبان‌های اروپایی با واژه لاتینی manuscript بیان می‌کنند که از دو واژه manu- (دست) و script (نوشته) تشکیل شده‌است.

## دست‌نوشته‌های فارسی
دست‌نوشته‌های فارسی بسیاری اکنون در ایران، هند، افغانستان، ترکیه و دیگر کشورها در قالب کتاب، مرقع یا تک‌برگ وجود دارد که در بهترین موزه‌ها و کتابخانه‌ها نگهداری می‌شود و از ارزش بالایی برخوردارند.

از نسخه‌های خطی موجود در ایران تعداد ۳۲۰ هزار عدد دارای شماره ملی هستند.

## وضعیت اسفبار نگهداری نسخه‌های خطی
رئیس کتابخانه ملی ایران از وجود حدود ۲ میلیون نسخه خطی ایرانی در شبه قاره و آسیای میانه خبر داده و از وضعیت «اسفبار» نگهداری از آن‌ها سخن گفته‌است. به گفته او، حدود یک میلیون نسخه خطی فارسی یا عربی متعلق به ایران، در هند و پاکستان و حدود ۵۰۰ هزار نسخه خطی هم به همین شکل در آسیای میانه وجود دارد. به گفته او ۲۶۰۰ نسخه خطی نادر و نفیس نیز مربوط به ایران در کتابخانه ملی فرانسه نگهداری می‌شود، و در اسپانیا این تعداد بیشتر است.

## مجموعه داران بین‌المللی

### کتابخانه دانشگاه کمبریج
در دهه ۱۶۳۰ دانشگاه کمبریج یک کرسی زبان عربی تأسیس کرد. مجموعه کتابخانه دانشگاه کمبریج با اهدای یک جلد قرآن کریم توسط ویلیام بدول شروع به کار کرد. از آن زمان تاکنون به بیش از ۵ هزار اثر رسیده‌است. این مجموعه شامل مجموعه‌های اهدایی از توماس ارپنیوس، یوهان لودویگ بورکارت، ادوارد هنری پالمر و ای.جی. براون است.

### کتابخانه بریتانیا
کتابخانه بریتانیا مجموعه‌ای متشکل از ۱۵ هزار اثر در ۱۴ هزار جلد است. در سال ۱۹۸۲ مجموعه کتابخانه اداری هند به کتابخانه بریتانیا منتقل شد.

### دانشگاه میشیگان
یکی از بزرگ‌ترین مجموعه‌ها در آمریکای شمالی در دانشگاه میشیگان است که دارای ۱۸۰۰ متن در بیش از ۱۱۰۰ جلد است.

## نگارخانه

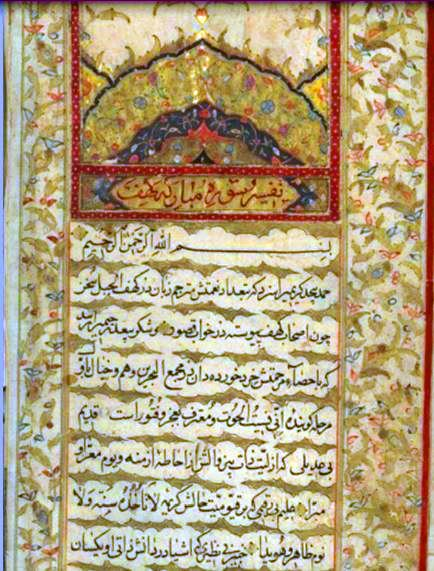
ترجمة السلطانی تالیف آقا محمد السطانی در سال ۱۰۸۲ ه ش (۱۱۱۵ ه ق)